# Джон Балдаччі
Джон Елайя Балдаччі (англ. John Elias Baldacci; нар. 30 січня 1955, Бангор, Мен) — американський політик, що представляє Демократичну партію. 73-й губернатор штату Менн з 2003 по 2011.

## Біографія

### Ранні роки
Джон Балдаччі народився у Бангорі, штат Мен. Він виріс з сімома братами і сестрами у лівансько-італійській родині. Будучи дитиною, Балдаччі працював у сімейному ресторані «Мама Балдаччі» у Бангорі. У 1973 він закінчив середню школу, а у 1986 році отримав ступінь бакалавра історії в Університеті Мену.

### Політична кар'єра
Балдаччі був вперше обраний на державну посаду у 1978 році у віці 23 років, коли він став членом міської ради Бангора. У 1982 році він виграв вибори до Сенату штату Мен. Балдаччі був сенатором штату протягом 12 років.
У 1994 році, після виходу на пенсію його двоюрідного брата, сенатора США Джорджа Мітчелла, Балдаччі переміг на виборах до Палати представників США, замінивши Олімпію Сноу, яка перейшла на звільнене місце Мітчелла у Сенаті США. Балдаччі був переобраний до Конгресу у 1996, 1998 і 2000 роках. Він був членом комітету з сільського господарства і комітету з транспорту та інфраструктури.
У 2002 році Балдаччі був обраний губернатором штату Мен. На виборах він переміг, набравши 47 % голосів, його суперників, республіканського кандидата Пітер К'янчетте і незалежного Джонатан Картер, які отримали 41 % і 9 % голосів відповідно. Балдаччі був приведений до присяги як губернатор штату Мен 8 січня 2003. У 2006 році Балдаччі повторно переміг на виборах, набравши 38,11 % голосів і обійшовши чотирьох суперників: Чандлера Вудкока (30,21 %), Барбару Меррілл (21,55 %), Патріцію Ла Марш (9,56 %) і Філліпа Морріса Нап'єра (0,56 %). Термін повноважень Балдаччі закінчився у січні 2011 року, і його замінив республіканець Пол Лепаж.
6 травня 2009 Балдаччі підписав закон про легалізацію одностатевих шлюбів у штаті Мен.

### Особисте життя
Джон Балдаччі одружений з Карен Балдаччі, у них є син Джон. Балдаччі захоплюється радіоаматорським зв'язком, його позивний сигнал — KB1NXP.